# Велоспорт на летних Азиатских играх 2018
Соревнования по велоспорту на летних Азиатских играх 2018, состоявшихся в Индонезии, проходили с 20 по 31 августа.

## Общий медальный зачёт
| Место | Страна               | Золото | Серебро | Бронза | Всего |
| ----- | -------------------- | ------ | ------- | ------ | ----- |
| 1     | Китай                | 6      | 5       | 2      | 13    |
| 2     | Республика Корея     | 6      | 3       | 4      | 13    |
| 3     | Япония               | 3      | 5       | 6      | 14    |
| 4     | Гонконг              | 3      | 4       | 1      | 8     |
| 5     | Индонезия            | 2      | 1       | 2      | 5     |
| 6     | Казахстан            | 2      | 0       | 3      | 5     |
| 7     | Таиланд              | 1      | 2       | 3      | 6     |
| 8     | Малайзия             | 1      | 1       | 1      | 3     |
| 9     | Китайская Республика | 0      | 2       | 1      | 3     |
| 10    | Узбекистан           | 0      | 1       | 0      | 1     |
| 11    | Филиппины            | 0      | 0       | 1      | 1     |
| Всего | Всего                | 24     | 24      | 24     | 72    |

## Медалисты

### BMX
| Дисциплина | Золото                  | Серебро                         | Бронза                   |
| ---------- | ----------------------- | ------------------------------- | ------------------------ |
| Мужчины    | Ёситаку Нагасако Япония | И Густи Багус Сапутра Индонезия | Даниэль Калуаг Филиппины |
| Женщины    | Чжан Яжу Китай          | Чутикан Китванитсатхиан Таиланд | Виджи Лестари Индонезия  |

### Маунтинбайк
| Дисциплина                | Золото                          | Серебро                       | Бронза                      |
| ------------------------- | ------------------------------- | ----------------------------- | --------------------------- |
| Кросс-кантри, мужчины     | Ма Хао Китай                    | Лю Сяньцзин Китай             | Кирилл Казанцев Казахстан   |
| Скоростной спуск, мужчины | Кхойфул Мукхиб Индонезия        | Цзян Шэншань Китайский Тайбэй | Суэбсакун Сукчанья Таиланд  |
| Кросс-кантри, женщины     | Яо Бяньва Китай                 | Ли Хунфэн Китай               | Наталья Паньяван Таиланд    |
| Скоростной спуск, женщины | Тиара Андини Прастика Индонезия | Випавее Деекабаллес Таиланд   | Нининг Порванингсих Таиланд |

### Шоссейные гонки
| Дисциплина                                         | Золото                    | Серебро                        | Бронза                   |
| -------------------------------------------------- | ------------------------- | ------------------------------ | ------------------------ |
| Групповая гонка, мужчины                           | Алексей Луценко Казахстан | Фумиюки Беппу Япония           | Навути Липхонгъю Таиланд |
| Индивидуальная гонка с раздельным стартом, мужчины | Алексей Луценко Казахстан | Муроджон Халмуратов Узбекистан | Фумиюки Беппу Япония     |
| Групповая гонка, женщины                           | На А Рым Республика Корея | Пу Исянь Китай                 | Эри Ёнаминэ Япония       |
| Индивидуальная гонка с раздельным стартом, женщины | На А Рым Республика Корея | Эри Ёнаминэ Япония             | Леунг Винг Е Гонконг     |

### Гонки на треке

#### Мужчины
| Дисциплина                         | Золото                                           | Серебро                                                              | Бронза                                                        |
| ---------------------------------- | ------------------------------------------------ | -------------------------------------------------------------------- | ------------------------------------------------------------- |
| Спринт                             | Азизульхасни Аванг Малайзия                      | Томохиро Фукая Япония                                                | Им Джэбин Республика Корея                                    |
| Командный спринт                   | Китай Ли Цзяньсинь Сюй Чао Чжоу Юй               | Малайзия Азизульхасни Аванг Мухаммад Шах Фирдаус Сахром Фадхил Зонис | Япония Кадзуки Амагаи Юдаи Нитта Томохиро Фукая               |
| Индивидуальная гонка преследования | Пак Санхун Республика Корея                      | Рё Тикатани Япония                                                   | Артём Захаров Казахстан                                       |
| Командная гонка преследования      | Китай Го Лян Цинь Чэньлу Сюэ Чаохуа Шэнь Пинъань | Гонконг Лян Цзюньжун Лян Каюй Моу Цзинъин Чёнг Кинг-Лок              | Япония Сёго Итимару Сюньсукэ Имамура Рё Тикатани Эйя Хасимото |
| Кейрин                             | Джай Ангсутхасавит Таиланд                       | Юдаи Нитта Япония                                                    | Азизульхасни Аванг Малайзия                                   |
| Мэдисон                            | Гонконг Чёнг Кинг-Лок Лян Цзюньжун               | Республика Корея Им Джэён Пак Санхун                                 | Япония Эйя Хасимото Сюньсукэ Имамура                          |
| Омниум                             | Эйя Хасимото Япония                              | Лян Цзюньжун Гонконг                                                 | Артём Захаров Казахстан                                       |

#### Женщины
| Дисциплина                         | Золото                                       | Серебро                                        | Бронза                                                        |
| ---------------------------------- | -------------------------------------------- | ---------------------------------------------- | ------------------------------------------------------------- |
| Спринт                             | Лэй Вайси Гонконг                            | Ли Хэджин Республика Корея                     | Джо Сунъюн Республика Корея                                   |
| Командный спринт                   | Китай Линь Цзюньхун Чжун Тяньши              | Гонконг Ма Жунъюй Ли Иньинь                    | Республика Корея Ким Вонгён Ли Хэджин                         |
| Индивидуальная гонка преследования | Ли Джуми Республика Корея                    | Ван Хун Китай                                  | Хуан Тинъин Китайский Тайбэй                                  |
| Командная гонка преследования      | Республика Корея Ким Юри Ким Хёнджи На А Рым | Китай Чэнь Цяолинь Ван Сяофэй Ван Хун Лю Цзяли | Япония Юми Кадзихара Кисато Накамура Михо Ёсикава Юя Хасимото |
| Кейрин                             | Лэй Вайси Гонконг                            | Ли Хэджин Республика Корея                     | Чжун Тяньши Китай                                             |
| Мэдисон                            | Республика Корея Ким Юри На А Рым            | Гонконг Пан Яо Ян Цяньюй                       | Китай Ван Сяофэй Ван Хун Лю Цзяли                             |
| Омниум                             | Юми Кадзихара Япония                         | Хуан Тинъин Китайский Тайбэй                   | Ким Юри Республика Корея                                      |